# Arman Manukyan
Arman Manukyan (24 de marzo de 1931 - 29 de diciembre de 2012) fue un profesor, escritor y economista turco.

## Biografía
De origen armenio, Arman Manukyan nació en el barrio Tahta Minare de Estambul. Su padre Artin luchó en la Guerra de Çanakkale y fue condecorado con la Medalla Istiklal (medalla de la independencia). Artin era propietario de una tienda de zapatos y a los 30 años de edad se casó con Eliz, en 1930, teniendo como primer hijo a Arman en 1931.

Arman Manukyan comenzó sus primeros estudios en 1938 en la escuela armenia Mhitaryan, en el distrito de Sisli de Estambul. Arman sacó adelante sus estudios primarios con buenos resultados gracias, según dijo él mismo, a su madre y dos de sus profesores, de los que destacó a Hakki Bey. Arman Manukyan se graduó de sus estudios de primaria en 1945 y asistió posteriormente a la prestigiosa Robert College of Istanbul, en calidad de internado, donde estudió inglés, economía y comercio. Allí conoció a personas como Talat Halman (futuro ministro de cultura), y Oktay Yenal. Se graduó en Robert College en 1951.

El 13 de septiembre de 1953 cambiaría la vida de Arman Manukyan al encontrarse con un viejo amigo de Robert College, Oktay Yenal, que le ofrece la oportunidad de dar clase en la facultad de economía de la universidad de Bogazici. Así, la vida docente de Manukyan se inició el 14 de septiembre de 1953. Aunque no sería así por mucho tiempo, ya que Armin Manukyan y su mujer Alis ingresaron en la Universidad de Miami, donde Arman escribió en 1960 su primer libro, La historia y la evolución de la contabilidad.

Tras escribir su libro y tener a su primer hijo, Roy, Arman decidió volver a Turquía y continuar su carrera como profesor en el Robert College. Desde 1971 hasta 1982 fue profesor en la universidad de Bogazici. Entre sus alumnos hubo nombre conocidos como Güler Sabancı, Tansu Çiller, Ömer Dinçkök, Jak Kamhi, entre otros.

Una vez retirado, Manukyan continuó dando clases y participando en seminarios y conferencias.